# Rabé de los Escuderos
Rabé de los Escuderos es un antiguo municipio y una Entidad Local Menor perteneciente al municipio de Lerma, en la Burgos, en España. Está situado en la comarca de Arlanza.
Entre sus monumentos destaca la iglesia.

## Población
En 2022, Rabé cuenta con 10 habitantes.

## Evolución histórica
En 1842 contaba con 13 hogares y 63 vecinos.
Entre el censo de 1857 y el anterior, este municipio desaparece al integrarse en el municipio de Lerma

## Situación
El municipio está situado entre las localidades de Fontioso, Quintanilla de la Mata y Villoviado. Dista 6 km de la capital de la comarca, Lerma. El pueblo está próximo a la Autovía del Norte  de Madrid a Irún, sin acceso directo.